# Dynasty Warriors 9
Dynasty Warriors 9 (真・三國無双8 Chân Tam Quốc vô song 8, hay còn được biết dưới cái tên Shin Sangokumusō 8 ở Nhật Bản) là một game hack and slash do Omega Force phát triển và Koei Tecmo phát hành vào tháng 2 năm 2018 cho PlayStation 4, Xbox One và Microsoft Windows.

## Lối chơi
Dynasty Warriors 9 thuộc thể loại hack and slash theo góc nhìn thứ ba với các yếu tố lén lút. Trò chơi cải tiến lối chơi của dòng game này nhờ sự ra đời của môi trường thế giới mở. Một bản đồ qua lại của Trung Quốc được triển khai mà người chơi có thể tự do cuốc bộ, cưỡi ngựa hoặc đi thuyền, trò chơi tập trung vào các môi trường có thể sống được như thành phố và thị trấn cũng như những nơi diễn ra các trận chiến lớn. Những phối hợp tư thế di chuyển của các nhân vật cũng được sửa lại.
Người chơi có thể xâm chiếm và xâm nhập vào các công sự của kẻ thù bằng cách sử dụng móc vật lộn. Một chu kỳ ngày đêm và hệ thống thời tiết năng động cũng được giới thiệu trong game. Thời gian và thời tiết bây giờ thay đổi theo thời gian thực và tầm nhìn của quân địch bị ảnh hưởng vào ban đêm hoặc khi trời mưa. Bản đồ sẽ mở ra kịp thời khi các nhiệm vụ cốt truyện chính được hoàn thành, nhưng được mô tả là có "độ khó cao" có thể được hạ xuống bằng cách hoàn thành các nhiệm vụ phụ liên quan.
Người chơi giờ đây dễ dàng tùy chỉnh và trang trí nơi ẩn náu với đồ nội thất mua từ thương gia. Một số mặt hàng có tác dụng khác nhau; ví dụ, đặt một chiếc chiêng trong nhà và tương tác với nó sẽ cho phép người chơi thay đổi nhạc nền. Các quán trà được tìm thấy trong game có thể tăng thời gian và cung cấp thức ăn dùng để tạm thời tăng chỉ số của các nhân vật điều khiển được, chẳng hạn như tăng sức tấn công hoặc tăng chiều cao khi nhảy. Trò chơi cũng bao gồm câu cá, thu thập tài nguyên để nâng cấp vũ khí và nhân vật, cắm trại và các sự kiện mang tính giải trí khác.
Tất cả 83 nhân vật trong Dynasty Warriors 8: Empires đều quay trở lại. Các nhân vật mới cũng được giới thiệu, một trong số họ đã xuất hiện lần đầu tiên trong spin-off Warriors All-Stars. Khác với các nhân vật chơi được, có bốn nhân vật không thể chơi được (NPC) có thiết kế độc đáo nhưng sử dụng vũ khí chung cho các NPC khác.

### Story Mode
Story Mode trong Dynasty Warriors 9 kể lại câu chuyện về Tam quốc diễn nghĩa gồm 13 chương, kể từ Khởi nghĩa Khăn Vàng cho đến khi Thục mất nước trong chương cuối. Mỗi nhân vật trong game đều có một câu chuyện được đặt trong một tập hợp con của các chương này, tương ứng với khoảnh khắc có liên quan đến lịch sử; không có nhân vật nào có một câu chuyện kéo dài đủ 13 chương và một số nhân vật sẽ có những câu chuyện dài hơn những câu chuyện khác. Mỗi nhân vật có kết thúc riêng của họ, gần tương ứng với cái chết lịch sử của họ hoặc thời điểm mà họ không còn phù hợp về mặt lịch sử.
Vào lúc khởi đầu game, người chơi chỉ có thể chọn người sáng lập của ba nước: Lưu Bị, Tào Tháo và Tôn Kiên; các nhân vật bổ sung được mở khóa phần lớn bằng cách hoàn thành chương đầu tiên, một nhân vật chơi được với một nhân vật khác. Sự tiến triển của mỗi nhân vật trong câu chuyện của riêng họ đều được giữ riêng, cho phép người chơi chuyển đổi giữa các nhân vật khác nhau bất cứ lúc nào. Tất cả các nhân vật đều có chung một nhóm vũ khí, vật phẩm và kiến thức về bản đồ, nhưng phải được phân cấp riêng.

### Free Mode
Free Mode trong Dynasty Warriors 9, được mở khóa khi câu chuyện về bất kỳ nhân vật nào hoàn thành, cho phép người chơi chơi như bất kỳ nhân vật nào trong bất kỳ chương nào đã được hoàn thành trước đó bởi bất kỳ nhân vật nào, mà không liên quan đến bối cảnh lịch sử. Người chơi chỉ có thể save Story Mode hoặc save Free Mode cho một nhân vật cụ thể; nếu một nhân vật có save Free Mode, thì sẽ phải chơi lại phần Story Mode ngay từ đầu nếu một phần Story Mode mới được bắt đầu với nhân vật đó.

## Phát triển
Trong một cuộc phỏng vấn với Famitsu vào tháng 5 năm 2016, giám đốc thương hiệu Omega Force là Ogasawara Kenichi đã nhận xét rằng "sự tiến hóa từ Dynasty Warriors 7 sang 8 là không đủ", và hy vọng rằng thông báo về phần tiếp theo của họ trong sê-ri sẽ "có tác động lớn".
Trò chơi đã được tiết lộ vào cuối tháng 12 trong một chương trình phát sóng "Greatest Games Lineup in History", với chủ tịch Sony Computer Entertainment Japan Asia (SCEJA) Atsushi Morita giới thiệu tựa game này; Các chi nhánh phương tây của Koei Tecmo đã theo dõi và công bố trò chơi cùng với Nhật Bản. Lần đầu tiên trong sê-ri, Dynasty Warriors 9 sẽ có môi trường thế giới mở, cho phép người chơi vào và ra khỏi thị trấn và tự do khám phá bản đồ Trung Quốc đại lục với sự khác biệt đáng kể về độ cao. Một cuộc phỏng vấn của Famitsu với Masaki Furusawa và Akihiro Suzuki của Koei Tecmo đã tiết lộ rằng tất cả 83 nhân vật xuất hiện trong Dynasty Warriors 8: Empires sẽ xuất đầu lộ diện trong phiên bản mới này. Chu Thương được công bố là một trong những nhân vật mới, đã xuất hiện trước đó trong Musou Stars. Hệ thống chiến đấu, trong các bản trước đó dựa vào những người chơi liên kết với nhau bằng cách nhấn hai nút thay thế được chỉ định cho các cuộc tấn công hạng nhẹ và nặng, đều được đại tu.
Vào tháng 9 năm 2017, Koei Tecmo tuyên bố rằng trò chơi dự kiến sẽ được phát hành vào đầu năm 2018. Các thông báo sau đó đã xác nhận rằng trò chơi sẽ được phát hành tại Nhật Bản vào ngày 8 tháng 2 năm 2018, và ở phương Tây vào ngày 13 tháng 2 năm 2018.

## Đón nhận
Dynasty Warriors 9 đã nhận được những đánh giá "trái chiều hoặc trung bình" từ giới phê bình, theo trang web tổng hợp kết quả đánh giá Metacritic.
Tạp chí Famitsu của Nhật Bản đã chấm điểm cho game là 9/9/9/8, với tổng số 35/40.

### Doanh số
Dynasty Warriors 9 đã bán được 117.495 bản trên PlayStation 4 trong tuần đầu tiên được bán tại Nhật Bản, đặt nó ở vị trí số 2 trên bảng xếp hạng doanh số tất cả các hệ máy.